# Ушкалов Петро Якович
Петро́ Я́кович Ушка́лов (22 лютого 1903 , Юзівка, Катеринославська губернія  — невідомо ) — український радянський державний діяч, народний комісар лісової промисловості УРСР. Депутат Верховної Ради УРСР 1-го скликання (1938–1947).

## Біографія
Народився 22 лютого 1903 року в багатодітній родині шахтаря рудника Вітка в селищі Юзівка, тепер місто Донецьк, Донецька область, Україна. До 1914 року навчався у церковноприходській школі Юзівки. З 1914 по 1919 рік був учнем слюсаря на Юзівському металургійному заводі. У 1919 році став безпритульним, перебував у місті Воронежі.
З 1919 по 1920 рік — в Червоній армії. У травні 1920 року звільнений із армії «через малолітство», переїхав до села Галицинівки на Донбасі, де проживали батьки, які померли у серпні-вересні 1920 року. У 1920 році вступив до комсомолу.
З 1920 по 1922 рік працював у Комітеті незаможних селян (КНС) села Галицинівки, був волосним міліціонером, начальником дільниці міліції Галицинівської волості. З 1922 по 1924 рік — слюсар шахти № 30 Рутченківського рудоуправління на Донбасі.
Член РКП(б) з 1924 року.
У 1924–1927 роках — керуючий справами Рутченківського районного партійного комітету КП(б)У; секретар Рутченківського рудоуправління Сталінського округу.
У 1927–1929 роках — керуючий справами Сталінського районного комітету Спілки металістів на Донбасі.
У 1929–1932 роках — комерційний директор Торецького заводу в місті Дружківці. У 1932–1933 роках — комерційний директор Рутченківського рудоуправління Донбасу. У 1933–1934 роках — заступник керуючого підприємства в місті Маріуполі Донецької області.
У 1934–1938 роках — студент Української промислової академії імені Сталіна Народного комісаріату важкої промисловості СРСР у місті Харкові, здобув спеціальність інженера-технолога металургійної промисловості.
З квітня до травня 1938 року — 1-й заступник народного комісара комунального господарства Української РСР.
У травні 1938 — 10 березня 1940 року — народний комісар лісової промисловості Української РСР.
26 червня 1938 року обраний депутатом Верховної Ради УРСР 1-го скликання по Ямпольській виборчій окрузі № 159 Чернігівської області.
У 1940–1941 роках — директор Чернігівського заводу важкого машинобудування («Чернігівважмашбуду»).
У 1941–1942 роках — директор заводу кранобудування в місті Кургані Челябінської області. У 1942–1943 роках — заступник начальника головного управління (союзного главку) в Москві.
У 1943–1944 роках — директор Ташкентського інструментального заводу Узбецької РСР.
З червня 1944 року — начальник Головного управління промислових підприємств Народного комісаріату житлово-цивільного будівництва Української РСР.